# دهستان دیزمار مرکزی
دهستان دیزمار مرکزی نام دهستانی در بخش خاروانا شهرستان ورزقان، استان آذربایجان شرقی در ایران است. براساس سرشماری مرکز آمار ایران در سال ۱۳۸۵، جمعیت آن ۲۶۳۲ نفر (۶۳۳ خانوار) بوده‌است.